# 잭 트레사던
존 "잭" 트레사던(John "Jack" Tresadern, 1890년 9월 26일 ~ 1959년 12월 26일)은 잉글랜드의 축구 선수이자 축구 감독이다. 국가대표로 2경기를 뛰었다. 바킹 타운 FC에서 데뷔한 트레사던은 이후 웨스트 햄 유나이티드로 이적해 1923년 잉글랜드 FA컵 결승전에서도 출전하는 등 리그에서만 279경기를 뛰었다. 1923년 잉글랜드 FA컵 결승전에서 볼턴 원더러스와 맞붙었던 트레사던은 너무 많은 관중들로 인해 경기 도중 인파에 휩쓸리며 데이비드 잭의 첫 골에 결정적인 단초가 되었다. 이듬해 번리 FC로 이적한 트레사던은 노스탬프턴 FC에 플레잉 코치로 가기 전까지 56경기를 소화하였다. 그 이후로 감독직에 종사하게 된 트레사던은 노스탬프턴 이후로 크리스털 팰리스, 토트넘 핫스퍼, 플리머스 아가일 등의 감독으로 활동했다.